# 马鲁佩
马鲁佩，是西班牙卡斯蒂利亚-拉曼恰托莱多省的一个市镇。总面积11平方公里，总人口150人（2001年），人口密度14人/平方公里。